# 初島 (長野県)

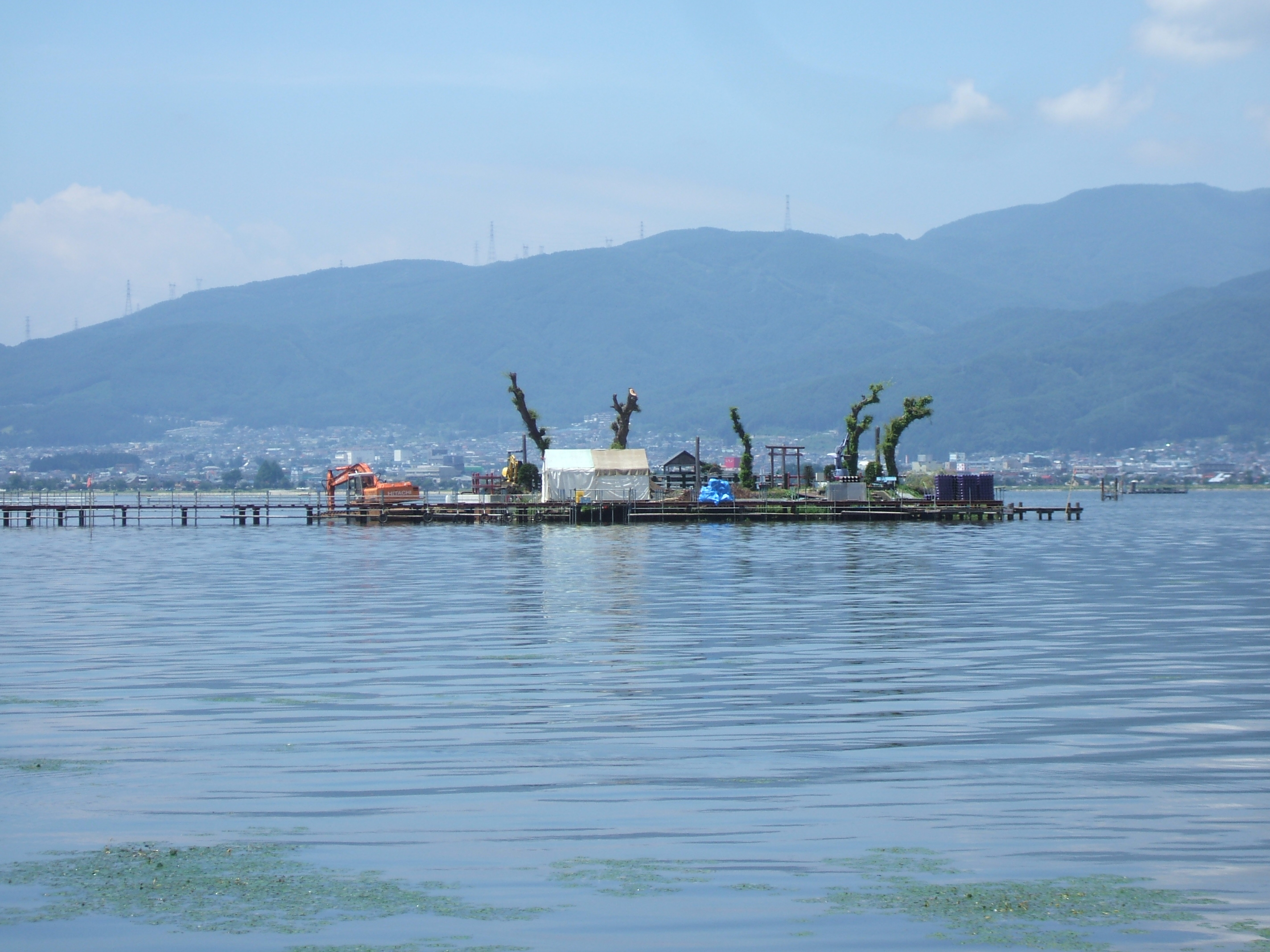
諏訪湖に浮かぶ初島

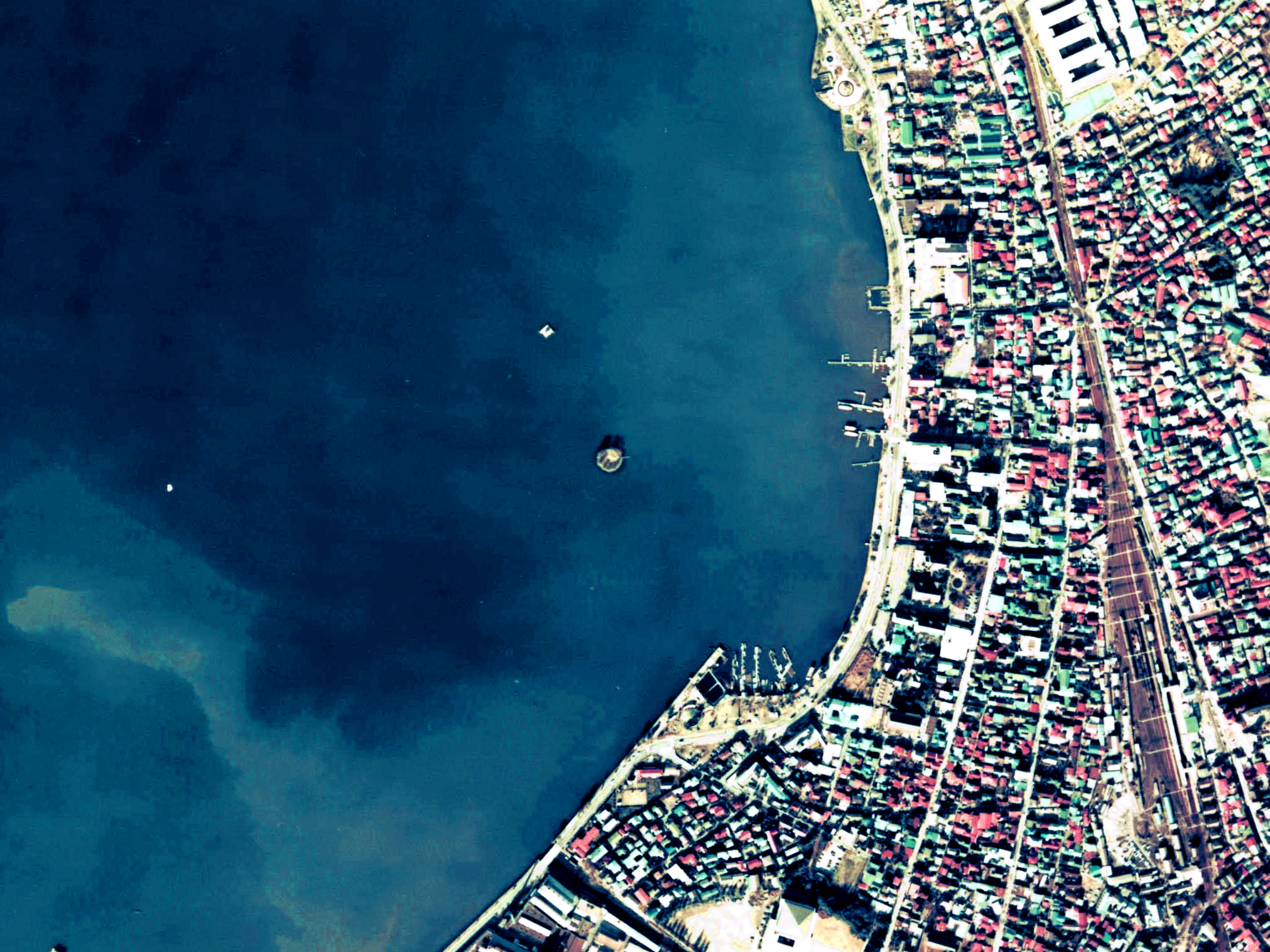
初島の空中写真。（1975年撮影）
画像中央の小さな島が初島である。島の東（右側）湖畔で花火大会の観覧が行われる。また、この画像撮影当時（昭和50年）諏訪湖の水質が汚染されていた様子も分かる。

初島（はつしま）は、長野県の諏訪湖にある人工島である。行政区分は同県諏訪市に帰属する。

## 概要
1954年4月に諏訪湖上煙火大会（現・諏訪湖祭湖上花火大会）の打ち上げ場として、湖の東側に位置する諏訪市湖畔公園の沖合約250mに完成した。2007年にはNHK大河ドラマ「風林火山」の放送に合わせて高島城をイメージした「浮き城」が建設され、ライトアップも行われた。この「浮き城」は2008年7月に上諏訪駅前のロータリーへ移設されている。
また、2007年12月8日から2008年2月29日までは「諏訪を彩る光の祭典」と題してイルミネーション「冬の花火」が島内に設置・点灯された。
2008年度、市は老朽化に伴う第一期期改修工事（西側護岸工事）を実施。初島西側に対して拡張工事を行い、崩れた石積みの修復と2本ある桟橋の付け替え、来島者に対する転落防止柵の設置と公園化整備を行った。総事業費は約2,800万円で、今回の工事により島面積が495㎡から660㎡（直径約29m）へと拡張された。
2012年7月、初島改修工事に伴い、完成当時から植えられていたヤナギの古木4本を内部が朽ちており倒壊する危険が高いことからすべて伐採。市は第二期改修工事に合わせ新たなヤナギを植樹することを検討している。
2013年度、老朽化に伴う第二期改修工事（東側護岸工事）を実施。第一期と同様に初島東側に対して石積みの修復と転落防止柵設置を実施。総事業費は約2,300万円で、今回の工事により市の公図に記載されていた完成当時の初島の丸い島の形状を復元させた。

## 初島神社
所在地は長野県諏訪市上諏訪中浜670番地202。初島に唯一ある観光場所で、花火の打ち上げと諏訪湖の安全を祈願し、1954年の初島完成時に建立された。祭神は諏訪大明神（建御名方神）で、現在は子宝と安産の神としても祀られている。諏訪神社系に属するため御柱祭もおこなわれており、ボートに曳かれて男衆とともに湖上を渡る姿は、ほかに類を見ない御柱祭となっている。
社は諏訪湖の関係団体で構成された「初島奉賛会」によって維持管理されており、毎年鳥居の注連縄掛け替えや社殿の修繕が行われているほか、立て替えで倒した古い御柱を加工したお守り「御渡り守り（みわたりもり）」も製作されており、湖畔周辺のホテルなどを通じて販売されている。